# Monte Giancaldo
Monte Giancaldo (315 m s.l.m.) è un rilievo siciliano che sovrasta Bagheria ed è costituito da marne e calcari marnosi.

## Descrizione
Il rilievo, dal toponimo di etimologia sconosciuta ma attestato dal 1844, costituisce un'appendice orografica del Monte Consona e si trova non distante da Pizzo Cannita e Monte Porcara.
Le pendici orientali del Monte Giancaldo sono coltivate ad agrumeti tramite numerosi terrazzamenti.

## Territorio
Il monte ricade interamente nel comune di Bagheria.

## Flora
Si ritrovano esemplari di palma nana, carrubo e alloro.

## Fauna
Sul monte sono ancora presenti il coniglio selvatico, la faina, numerosi rettili tra cui la lucertola siciliana e il biacco. Rara è invece diventata la lepre.
Più abbondante è invece l'avifauna. Sono presenti: la tortora, la gazza ladra, la poiana, il merlo, la pernice, la beccaccia, il tordo, il colombo selvatico, la civetta, il barbagianni, il falco pellegrino e numerosi passeriformi.

## Curiosità
Nel film Nuovo Cinema Paradiso è citato l'immaginario paese di Giancaldo, in riferimento al nome della montagna bagherese.